# Sysojew (obwód saratowski)
Sysojew (ros. Сысоев) – chutor w Rosji, w obwodzie saratowskim, w rejonie aleksandrowo-gajskim. W 2010 liczył 314 mieszkańców.